# McClain County
McClain County är ett administrativt område i delstaten Oklahoma, USA, med 34 506 invånare. Den administrativa huvudorten (county seat) är Purcell.

## Geografi
Enligt United States Census Bureau så har countyt en total area på 1 502 km². 1 476 km² av den arean är land och 26 km² är vatten.

### Angränsande countyn
- Cleveland County - nord
- Pottawatomie County - nordost
- Pontotoc County - öst
- Garvin County - syd
- Grady County - väst